# トローリング
トローリングとはルアーなどの漁具を使用した釣法の一種。ルアーを生きた魚類に見せかけるため、プレジャーボートなどを巡航させて行う。通常は外洋で行うが、内水面で行う場合は区別するためレイクトローリングと呼ぶ。

## トローリング

### 対象魚
マーリンと呼ばれるカジキ類。ツナと呼ばれるマグロ類の他、カツオ、サワラなどが主な対象となる。

### その道具
ロッド(竿)
通常、1.8メートル以下の専用グラスロッドが使用される。大型魚を狙うためには、金属製のバット部分をもったり、「く」の字状に曲がった「ツナ・バット」、高速で走る魚に対抗するため、ラインを通すガイド部がローラー状の「ローラー・ガイド」を搭載したモデルも多数存在する。ライトトローリングやレイクトローリングなら、船釣り用の竿や、場合によってはシーバスロッドも流用できる。
リール
トローリング専用のレバードラグのリールが各社から発売されているため、超大型魚を狙うなら、これ以外は選択肢に入らないことが多いが、あまり大きくない魚ならスタードラグの両軸リールや、ジギング用や石鯛用の頑丈なリールも流用可能。レイクトローリングでは、アンバサダーと呼ばれるスタードラグの両軸リールが愛用されることが多い。
アウトリガー
一隻の船から、数多くのルアーを曳くため、左右に「アウトリガー」と呼ばれるロッドを出すことにより、単に船尾からルアーを流すだけでなく、より広い面積で、お互いの仕掛けを絡ませることなくルアーを流し、ヒット率を高めることができる。船体の安定性を増すアウトリガーとは異なる。
ダウンリガ－
魚が水面下にいる場合、電動リールと同じ原理で数 kgの鉄の球をワイヤーに結んで沈め、そこに仕掛けを取り付けることで、ルアーや餌（ソウダ類やカツオ、メジやキメジなど）を魚のいる水深まで沈めて曳くことができる。魚がルアーや餌に食いついた場合は、仕掛けがアウトリガーから外れて魚とファイトすることになる。レイクトローリングでもしばしば使われる。
ヒコーキ
海外の漁師にも「ジャパニーズバード」と呼ばれ、曳くと水面で激しく水飛沫を上げ、魚が跳ねているように見せかけると共に、集魚効果も高い。同様の用途を果たすものとして「ラビット」が市販されている。
潜行板
ダウンリガーと同様、魚が水面下にいる場合に使われるが、曳くと潜っていき、魚が掛かると浮上するよう設計されている。ダウンリガーはビッグゲームトローリングで使用されるが、この潜行板はライトトローリングや引っ張りで多用される。同様の用途を持つもので「ツバメ板」と呼ばれるものも一部の地域では使用される。
バクダン
引っ張りで使用される漁具の一種で、とりわけメジを釣るときに多用される。曳くとイレギュラーな動きを展開し、メジ用のルアーにトリッキーな動きを与え、思わず魚を食わせる効果を持っている。
ビシマ（グミ）
ナイロンに割ビシ（オモリの一種）を等間隔に挟んだビシマは、マダイ釣りにもかつては多用されていたが、ルアーを沈めるには極めて有効で、どれだけ高速で曳いても、ヒコーキや潜行板のように破損する恐れが少ないとも言われている。サワラやブリ、深ダナにいるカツオなどを釣るときに使用される。
ライン
通常はナイロンラインが使用される（フロロカーボンやPEは不向きだが、PEでもドラグ調整がしっかりできれば問題はない）。

### ライン強度
職漁師が行う、ロッドやリールを用いない「引っ張り」「曳き釣り」も、釣果を挙げるには極めて合理的なシステムだが、国際的なスポーツフィッシング機構のIGFA（国際ゲームフィッシュ協会）の規格では、トローリングもライン強度別に分けられ、主に20ポンド（10 kg）以下のラインシステムで行うトローリングを「ライト・トローリング」と呼び、それ以上の強度のラインで挑むトローリングを「ビッグゲーム・トローリング」と称している。
ライト・トローリングのライン強度
- 8ポンド（4 kg）
- 12ポンド（6 kg）
- 16ポンド（8 kg）
- 20ポンド（10 kg）

これらのライン強度では、本サワラ（正式名称はサワラだが、ここでは便宜上、使用する）やスズキ、タチウオ、イナダ、シイラ、カツオ、メジマグロやキメジを狙うことが多い。
ビッグゲーム・トローリングのライン強度
- 30ポンド（15 kg）
- 50ポンド（24 kg）
- 80ポンド（37 kg）
- 130ポンド（60 kg）

このクラスのライン強度の対象魚は、ビンナガやキハダ、メバチやクロマグロ等のマグロ類、カマスサワラ、ヨコシマサワラなど「沖サワラ」と称される大型のサワラ類、そして「ビルフィッシュ」と称されるマカジキ、バショウカジキ、クロカジキ、シロカジキなどのカジキ類である（メカジキはトローリングでは滅多に漁獲されず、イカ餌の夜釣りが有効とされている）。
なお、淡水域のレイク・トローリングでは、ルアーを沈めるため「レッドコア・ライン」という鉛を芯にしたナイロンラインを利用するが、これは18ポンド、及び12ポンド規格のものが流通しているが、18ポンドのラインを使用した場合、IGFAルールでは20ポンドラインとして扱われる。

### トローリングを扱った書籍
- 釣りキチ三平

## レイクトローリング
海で行うトローリングと区別するためこの名称で呼ばれる。
漁法はボートに固定したロッドにリールを装着して特殊な釣り糸（レッドコアライン）などの先にルアー、タコベイトを付け一定または不規則な速度で長時間曳くことにより、魚の泳層に留めておくことに優れた漁法である。また、ヒメマスを対象にしたレイクトローリングを特にヒメトロと呼ぶ。

### 場所
日本国内では栃木県の中禅寺湖、神奈川県の芦ノ湖、新潟県の銀山湖などで行うことができる。これらの湖ではレイクトローリング用に遊漁船のレンタルを行っている。

### 対象魚
ニジマス、ブラウントラウト、レイクトラウト、サクラマス、イワナ、ヒメマスなどサケ科の魚を主に狙う。

### 道具
通常の釣りと異なり、ボート等を使って仕掛けを曳くため特殊な道具を使用する。特に同じ遊層に長時間仕掛けを留めておくための釣り糸やオモリ、魚にルアーの存在を知らせる為の集魚板には専用のものが多い。また、釣果に直結するルアーに関しては種類、形状、材質など様々な工夫を凝らしたものが多く、中には釣り人自身が手作りする場合もある。

## テクトロ
ルアーフィッシングのテクニックの一つで、日中に水深の深い場所や物陰に隠れる習性のある魚を対象に行われる。堤防や護岸された岸壁の壁際に重めのルアーを沈め、テクテク歩いてトローリングするところからこの名前が付いた。

## ハーリング
フライフィッシングの道具でトローリングを行うこと、通常は広い湖でマス類の群れを探すために行われることが多いが、シンキングラインにウエットフライやストリーマー、マラブーパターンなどを結んでデッドスローで引っ張り、当たりがあるまで探ることが多く、当たったら通常のフライフィッシングに切り替えることが多いが、魚の泳層が深いとき、移動が早いときなどはハーリングでないと釣果が得にくい場合も存在する。また、米国の一部では、フライラインとリーダーの間にオモリを介し、コーホーサーモン（ギンザケ）を専門に狙う場合もある。